# Pure (gra komputerowa)
Pure – gra komputerowa wyprodukowana przez firmę Black Rock Studio. Wydawcą gry jest Disney Interactive Studios. Gra ukazała się trzy platformy: komputer osobisty, PlayStation 3, Xbox 360.

## Rozgrywka
Pure to wyścigi quadów w trudnych warunkach. Producenci gry położyli nacisk na wykonywanie efektownych powietrznych akrobacji. Na trasach wyścigowych rozmieszczono skocznie, pozwalają one na wykonanie efektownych skoków w powietrzu. Model symulujący te akcje jest złożony, oferuje wiele trików. Każda akcja jest nagradzana. By zdobyć jak najwięcej punktów, triki muszą być skomplikowane lub kilka ruchów musi zostać wykonanych jednocześnie. Etap tworzenia gry był nadzorowany przez Wesa Millera – założyciela wytwórni filmowej H-Bomb Films. Przed rozpoczęciem właściwej rozgrywki gracz musi wybrać swojego zawodnika. W grze jednoosobowej dostępny jest tryb mistrzostw, w grze wieloosobowej może wziąć udział maksymalnie 16 graczy, w kilku trybach rozgrywki: m.in. w wyścigu.